# Nekrolog 2. Quartal 1968
Nekrolog
◄◄
| ◄
| 1964
| 1965
| 1966
| 1967
| 1968 | 1969 | 1970 | 1971 | 1972 | ► | ►►
1. Quartal |
2. Quartal |
3. Quartal |
4. Quartal 1968
Weitere Ereignisse | Allgemeiner Nekrolog 1968
Die Beschreibung der verstorbenen Person sollte so kurz wie möglich gehalten sein und nur deren signifikante Tätigkeit(en) enthalten.
Neue Namen ggf. auch unter dem Geburts- und Sterbedatum, also etwa unter 1. Januar und im Geburts- und Sterbejahr (2024) eintragen (nur bei entsprechender großer Wichtigkeit). Für Beispiele siehe die schon vorhandenen Artikel.
Außerdem über die fünf zuletzt Verstorbenen, zu denen es einen ausreichend guten Artikel für eine Präsentation auf der Hauptseite gibt, nach der todesbedingten Überarbeitung der Artikel ggf. auch unter Wikipedia Diskussion:Hauptseite informieren und sie am besten auch in den anderen Wikipedia-Sprachversionen eintragen. Tipp: Regelmäßig bei news.google.de nach „ist tot“, „gestorben“ oder „verstorben“ suchen.
Wenn eine Person gestorben ist, gibt es viele Seiten zu dieser Person in der Wikipedia, die davon auch betroffen sind und entsprechend aktualisiert werden müssen. Beispiele: Namenübersichtsseite, Geburtsjahr, Geburtsort-Seiten und viele mehr.
Wie finde ich die betroffenen Seiten?
Im Suchfeld auf der linken Seite gibt man den Suchbegriff so ein: „Vorname Nachname“. Dann klickt man auf Volltext und alle Seiten mit entsprechendem Suchtext werden aufgerufen. Hier sieht man dann schnell, wo auch das Todesjahr Sinn macht oder sogar ein Teil des Artikels angepasst werden muss. Auch hilft das „Werkzeug“ auf der linken Seite sehr gut, um solche Seiten aufzufinden: „Links auf diese Seite“. Somit ist die Wikipedia wieder aktuell in allen Bereichen! Hinweis: bei Eintragung der Kategorie „Gestorben JAHR“ wird der Missbrauchsfilter 49 ausgelöst, was jedoch nicht schlimm ist. Siehe: Spezial:Missbrauchsfilter/49
Dies ist eine Liste von im zweiten Quartal 1968 verstorbenen bekannten Persönlichkeiten. Die Einträge erfolgen innerhalb der einzelnen Daten alphabetisch sortiert. Tiere sind im Nekrolog für Tiere zu finden.

## April
| Tag       | Name                            | Beruf, bekannt als                                                                                              | Alter | Beleg |
| --------- | ------------------------------- | --- | ----- | ----- |
| 1. April  | Karl Barlach                    | deutscher Rechtsanwalt und Notar                                                                                | 90    |       |
| 1. April  | Alfred Cobban                   | britischer Historiker                                                                                           | 66    |       |
| 01. April | François Hentges                | luxemburgischer Kunstturner                                                                                     | 82    |       |
| 1. April  | Johannes Kollwitz               | deutscher katholischer Theologe und Christlicher Archäologe                                                     | 64    |       |
| 1. April  | Lew Dawidowitsch Landau         | sowjetischer Physiker, Nobelpreisträger                                                                         | 60    |       |
| 2. April  | Karl Altmann                    | deutscher Venerologe                                                                                            | 88    |       |
| 2. April  | Georg Baring                    | deutscher lutherischer Pfarrer und Kirchenhistoriker                                                            | 66    |       |
| 2. April  | Pio Caimmi                      | italienischer Radrennfahrer                                                                                     | 62    |       |
| 2. April  | Shaul Esh                       | israelischer Historiker                                                                                         | 46    |       |
| 2. April  | Ralph W. Farris                 | US-amerikanischer Anwalt und Politiker                                                                          | 81    |       |
| 2. April  | Frederik J. Forell              | deutscher Pfarrer                                                                                               | 79    |       |
| 2. April  | Leo Loewenson                   | deutsch-britischer Historiker                                                                                   |       |       |
| 2. April  | Alessandro Terracini            | italienischer Mathematiker                                                                                      | 78    |       |
| 3. April  | Charles Lauritsen               | dänisch-US-amerikanischer experimenteller Kernphysiker                                                          | 75    |       |
| 3. April  | François Naville                | Schweizer Arzt                                                                                                  | 84    |       |
| 3. April  | Hans Pfeiffer                   | deutscher Politiker (SPD, USPD, KPD), MdR                                                                       | 72    |       |
| 3. April  | Oswald Zappelli                 | Schweizer Fechter                                                                                               | 54    |       |
| 4. April  | Anton Christian Fonio           | Schweizer Chirurg                                                                                               | 86    |       |
| 4. April  | Franz Harringer                 | österreichischer Politiker (SPÖ)                                                                                | 74    |       |
| 4. April  | Günter Hessler                  | deutscher Offizier, zuletzt Fregattenkapitän                                                                    | 58    |       |
| 4. April  | Gerhard Isbary                  | deutscher Raumplaner                                                                                            | 60    |       |
| 4. April  | Martin Luther King              | US-amerikanischer Theologe und Bürgerrechtler                                                                   | 39    |       |
| 4. April  | Johann Pötsch                   | österreichischer Politiker (ÖVP), Abgeordneter zum Nationalrat, Mitglied des Bundesrates                        | 74    |       |
| 4. April  | Eino Seppälä                    | finnischer Langstreckenläufer                                                                                   | 71    |       |
| 4. April  | Paul Girard Smith               | US-amerikanischer Drehbuchautor, Schauspieler und Regisseur                                                     | 73    |       |
| 5. April  | Erno Crisa                      | italienischer Schauspieler                                                                                      | 44    |       |
| 5. April  | Lajos Csordás                   | ungarischer Fußballspieler                                                                                      | 35    |       |
| 5. April  | Wolfgang Jaenicke               | deutscher Politiker (DStP), MdR und Diplomat                                                                    | 86    |       |
| 5. April  | Wilhelm Keil                    | deutscher Politiker (SPD), MdL, MdR                                                                             | 97    |       |
| 5. April  | Giuseppe Paris                  | italienischer Turner                                                                                            | 72    |       |
| 5. April  | Emil Rauchmaul                  | ungarischer Fußballspieler und -trainer                                                                         | 76    |       |
| 5. April  | Edmund Schlesinger              | österreichischer Rechtsanwalt, Individualpsychologe, Literaturwissenschaftler, Filmfestivalgründer und Hochs... | 75    |       |
| 5. April  | Friedrich Weber                 | deutscher Jurist und Politiker der DVP                                                                          | 84    |       |
| 7. April  | Werner Bockelmann               | deutscher Jurist und Politiker                                                                                  | 60    |       |
| 7. April  | Gheorghe Ciprian                | rumänischer Dramatiker                                                                                          | 84    |       |
| 7. April  | Jim Clark                       | britischer Autorennfahrer                                                                                       | 32    |       |
| 7. April  | Paul Kaetzke                    | deutscher evangelischer Geistlicher                                                                             | 66    |       |
| 8. April  | Glenn Andreotta                 | US-amerikanischer Militär-Hubschrauberpilot                                                                     | 20    |       |
| 8. April  | Harold D. Babcock               | US-amerikanischer Astronom                                                                                      | 86    |       |
| 8. April  | Richard Birnstengel             | sächsischer Maler                                                                                               | 86    |       |
| 8. April  | Astrid Cleve                    | schwedische Botanikerin und Chemikerin                                                                          | 93    |       |
| 8. April  | Oskar Eichentopf                | Mitglied der Bremischen Bürgerschaft (KPD)                                                                      | 78    |       |
| 8. April  | Dorothy Holman                  | englische Tennisspielerin                                                                                       | 84    |       |
| 8. April  | King Repp                       | deutscher Exzentriker-Jongleur                                                                                  | 70    |       |
| 8. April  | John F. Link senior             | US-amerikanischer Filmeditor und Filmregisseur                                                                  | 67    |       |
| 8. April  | Ernst Wilhelm Nay               | deutscher Maler                                                                                                 | 65    |       |
| 8. April  | Maurice Princet                 | französischer Mathematiker                                                                                      | 92    |       |
| 8. April  | Phil Stevens                    | kanadischer Eishockeyspieler                                                                                    | 75    |       |
| 9. April  | Stephen W. Brennan              | US-amerikanischer Jurist                                                                                        | 75    |       |
| 9. April  | Edward John Doody               | australischer Geistlicher und römisch-katholischer Bischof von Armidale                                         | 64    |       |
| 9. April  | Otto Frickhoeffer               | deutscher Komponist und Dirigent                                                                                | 76    |       |
| 9. April  | Sigfried Giedion                | Schweizer Architekturhistoriker                                                                                 | 79    |       |
| 9. April  | Zofia Kossak-Szczucka           | polnische Schriftstellerin und Widerstandskämpferin                                                             | 78    |       |
| 9. April  | Richard Lewinsohn               | deutscher Wirtschafts-Journalist und Schriftsteller                                                             | 73    |       |
| 9. April  | Bumps Myers                     | US-amerikanischer Jazz- und Unterhaltungsmusiker (Saxophon)                                                     | 55    |       |
| 9. April  | Moacyr Ribeiro Briggs           | brasilianischer Diplomat                                                                                        | 67    |       |
| 9. April  | Hermann Sihler                  | deutscher Rechtsanwalt, Kommunalpolitiker und Landrat                                                           | 84    |       |
| 10. April | Gustavs Celmiņš                 | lettischer Politiker                                                                                            | 69    |       |
| 10. April | Pawel Fjodorowitsch Judin       | sowjetischer Philosoph, Diplomat und Parteifunktionär                                                           | 68    |       |
| 10. April | Alexis Pantchoulidzew           | niederländischer Dressurreiter                                                                                  | 79    |       |
| 10. April | Hermann Pantlen                 | Heeresarchivdirektor in Stuttgart                                                                               | 80    |       |
| 11. April | Max Brose                       | Kaufmann und Industrieller                                                                                      | 84    |       |
| 11. April | Ignatius Eschmann               | deutsch-kanadischer Dominikanerpater, Philosoph und Theologe                                                    | 69    |       |
| 11. April | Pierre Groult                   | belgischer Romanist und Hispanist                                                                               | 73    |       |
| 11. April | Heinrich Sträter                | deutscher Politiker (SPD), MdL, MdB, MdEP                                                                       | 76    |       |
| 12. April | Hermann Fischer                 | deutscher Offizier, zuletzt Generalleutnant im Zweiten Weltkrieg                                                | 74    |       |
| 12. April | Fritz Grieshaber                | deutscher Verwaltungsfachangestellter und Kommunalpolitiker (KPD)                                               | 69    |       |
| 12. April | Lorenz Nieberl                  | deutscher Bobfahrer                                                                                             | 48    |       |
| 12. April | Heinrich Nordhoff               | deutscher Unternehmer                                                                                           | 69    |       |
| 12. April | Franz Pfeffer von Salomon       | deutscher Freikorps- und SA-Führer, Politiker (NSDAP), MdR                                                      | 80    |       |
| 12. April | Otto Schmöle                    | deutscher Schauspieler                                                                                          | 78    |       |
| 12. April | Erich Wehrenfennig              | deutscher evangelischer Pfarrer                                                                                 | 96    |       |
| 13. April | William Julius Barker           | US-amerikanischer Jurist                                                                                        | 81    |       |
| 13. April | Heinrich Böse                   | deutscher Lehrer und Abgeordneter (SPD)                                                                         | 78    |       |
| 13. April | Margaret Gast                   | US-amerikanische Radrennfahrerin                                                                                | 91    |       |
| 13. April | Pericle Patocchi                | Schweizer Schriftsteller und Lehrer                                                                             | 57    |       |
| 13. April | Eckart Peterich                 | deutscher Schriftsteller, Journalist und Übersetzer                                                             | 67    |       |
| 13. April | Iris Tree                       | britische Dichterin, Malerin und Schauspielerin                                                                 | 71    |       |
| 13. April | John H. Winge                   | austroamerikanischer Theaterregisseur, Filmpublizist und Filmkritiker                                           | 64    |       |
| 14. April | Hans von Hülsen                 | deutscher Redakteur und Autor                                                                                   | 78    |       |
| 14. April | Macky Kasper                    | deutscher Jazztrompeter und Orchesterleiter                                                                     | 46    |       |
| 14. April | Fritz Thate                     | deutscher Maler                                                                                                 | 78    |       |
| 15. April | Borys Ljatoschynskyj            | ukrainischer Komponist                                                                                          | 73    |       |
| 15. April | Kid Norfolk                     | US-amerikanischer Boxer im Halbschwergewicht                                                                    | 74    |       |
| 15. April | Nathan Notowicz                 | deutscher Musikwissenschaftler und Komponist                                                                    | 56    |       |
| 15. April | Foreman Phillips                | US-amerikanischer Moderator und Country-Musiker                                                                 | 70    |       |
| 15. April | Amparo Poch y Gascón            | spanische Medizinerin, Anarchistin und Syndikalistin                                                            | 65    |       |
| 15. April | Franz Termer                    | deutscher Ethnologe und Amerikanist                                                                             | 73    |       |
| 16. April | Wilhelm Ahlhorn                 | deutscher Jurist                                                                                                | 94    |       |
| 16. April | Fay Bainter                     | US-amerikanische Schauspielerin                                                                                 | 74    |       |
| 16. April | Albert Betz                     | deutscher Physiker und Pionier der Windkrafttechnik                                                             | 82    |       |
| 16. April | Nelly Corradi                   | italienische Opernsängerin (Sopran) und Schauspielerin                                                          | 53    |       |
| 16. April | Edna Ferber                     | US-amerikanische Schriftstellerin ungarischer Herkunft                                                          | 82    |       |
| 16. April | Domenico Gambino                | italienischer Schauspieler und Filmregisseur                                                                    | 77    |       |
| 16. April | Maurus Knappek                  | österreichischer Ordensgeistlicher, Abt von Altenburg                                                           | 77    |       |
| 16. April | John Salmond                    | britischer Luftwaffenbefehlshaber                                                                               | 86    |       |
| 16. April | André Trousselier               | französischer Radrennfahrer                                                                                     | 80    |       |
| 16. April | Laurence Vail                   | französischer Dichter, Bildhauer und Maler                                                                      | 77    |       |
| 16. April | Mano Ziffer-Teschenbruck        | österreichischer Regisseur und Erfinder                                                                         | 79    |       |
| 16. April | Armando Angelini                | italienischer Politiker                                                                                         | 76    |       |
| 17. April | Heriberto Jara Corona           | mexikanischer Revolutionär                                                                                      | 88    |       |
| 17. April | Rushton Coulborn                | US-amerikanischer Historiker englischer Herkunft                                                                | 66    |       |
| 17. April | Wilhelm Eske                    | deutscher Politiker der SPD                                                                                     | 85    |       |
| 17. April | Klaus Frings                    | deutscher Pressefotograf                                                                                        |       |       |
| 17. April | Gustav Frölich                  | deutscher Schwimmer                                                                                             | 65    |       |
| 17. April | Arnold Rice Rich                | US-amerikanischer Pathologe                                                                                     | 75    |       |
| 17. April | Albert B. Rossdale              | US-amerikanischer Politiker                                                                                     | 89    |       |
| 17. April | Wilhelm Schütte                 | deutsch-österreichischer Architekt                                                                              | 67    |       |
| 17. April | Sut Sutthisanronnakon           | thailändischer Politiker und General                                                                            | 67    |       |
| 18. April | Heinrich Barlage                | deutscher Politiker (CDU), MdB                                                                                  | 76    |       |
| 18. April | Hans-Walter Blank               | deutscher Politiker (KPD), MdL                                                                                  | 50    |       |
| 18. April | Herbert Koch                    | österreichischer Pädiater und Hochschullehrer                                                                   | 85    |       |
| 18. April | Guilherme Parãense              | brasilianischer Sportschütze                                                                                    | 83    |       |
| 18. April | Enrique Pérez Serantes          | kubanischer Geistlicher und Erzbischof von Santiago de Cuba                                                     | 84    |       |
| 18. April | Fritz Roser                     | deutscher Lederfabrikant                                                                                        | 86    |       |
| 18. April | Ludwig Wenz                     | deutscher Fußballtorhüter                                                                                       | 61    |       |
| 19. April | Heinz Brückner                  | deutscher SS-Offizier in der Volksdeutschen Mittelstelle, Angeklagter in den Nürnberger Nachfolgeprozessen      | 68    |       |
| 19. April | Berthold Bühl                   | deutscher Ordensgeistlicher und römisch-katholischer Bischof von Oruro                                          | 82    |       |
| 19. April | Heinz Kerneck                   | deutscher Journalist und Rundfunkintendant                                                                      | 56    |       |
| 19. April | Otto Klein                      | tschechoslowakischer Kardiologe                                                                                 | 76    |       |
| 19. April | Poul Reumert                    | dänischer Schauspieler bei Bühne und Film                                                                       | 85    |       |
| 19. April | Karl Konrad August Ruppel       | deutscher Jurist                                                                                                | 87    |       |
| 19. April | Ehrhart Schott                  | deutscher Chemiker sowie Unternehmer                                                                            | 88    |       |
| 19. April | Allan Travers                   | US-amerikanischer Baseballspieler                                                                               | 75    |       |
| 20. April | Curt Courant                    | deutsch-amerikanischer Kameramann                                                                               | 68    |       |
| 20. April | Rudolph Dirks                   | deutsch-US-amerikanischer Comicpionier                                                                          | 91    |       |
| 20. April | Otto Hellmuth                   | deutscher Politiker (NSDAP), MdR, Gauleiter und Regierungspräsident von Mainfranken                             | 71    |       |
| 20. April | Gabriel Khouri-Sarkis           | syrisch-katholischer Priester, Chorbischof und Liturgiewissenschaftler                                          | 70    |       |
| 20. April | Werner Kruse                    | deutscher Kunsthistoriker, Leiter des Kunstmuseums Mülheim an der Ruhr                                          | 81    |       |
| 20. April | Gustav Lahmeyer                 | deutscher Kommunalpolitiker                                                                                     | 78    |       |
| 20. April | Martin Melcher                  | US-amerikanischer Filmproduzent                                                                                 | 52    |       |
| 21. April | Heinrich Hanke                  | deutscher Dichter                                                                                               | 62    |       |
| 21. April | Georg Meyer                     | deutscher Politiker (SPD), MdA                                                                                  | 78    |       |
| 21. April | Wunz King                       | chinesischer Diplomat                                                                                           | 75    |       |
| 22. April | Käthe Bauer-Mengelberg          | deutsche Nationalökonomin und Soziologin                                                                        | 73    |       |
| 22. April | Leon Birkholc                   | polnischer Ruderer                                                                                              | 63    |       |
| 22. April | Fritz Moritz Heichelheim        | kanadischer Althistoriker deutscher Herkunft                                                                    | 66    |       |
| 22. April | Karl Olfers                     | deutscher Politiker (SPD), MdL, MdHB                                                                            | 80    |       |
| 23. April | Georg Brauchle                  | deutscher Kommunalpolitiker der CSU                                                                             | 52    |       |
| 23. April | Edna de Lima                    | US-amerikanische lyrische Sopranistin und Übersetzerin                                                          | 88    |       |
| 23. April | Adolf Kühn                      | deutscher Politiker (CDU), MdL                                                                                  | 81    |       |
| 23. April | Robert Liottel                  | französischer Fechter                                                                                           | 82    |       |
| 23. April | Wolfgang Wilmanns               | deutscher Agrarwissenschaftler                                                                                  | 74    |       |
| 24. April | Franz Bilko                     | österreichischer Maler und Grafiker                                                                             | 73    |       |
| 24. April | Heinrich Brocksieper            | deutscher Fotograf, Experimental-Filmer und Maler                                                               | 70    |       |
| 24. April | Meta Diestel                    | deutsche Sängerin und Gesangspädagogin                                                                          | 90    |       |
| 24. April | Elisabeth Karamichailova        | bulgarische Physikerin                                                                                          | 70    |       |
| 24. April | Mads Anton Madsen               | dänischer Kameramann                                                                                            | 87    |       |
| 24. April | Tommy Noonan                    | US-amerikanischer Schauspieler, Komödiant, Drehbuchautor und Regisseur                                          | 46    |       |
| 24. April | Rudolf Reppert                  | deutscher Chemiker, Unternehmer und Politiker (NSDAP) sowie Landrat                                             | 86    |       |
| 24. April | Henri Rheinwald                 | Schweizer Radrennfahrer                                                                                         | 83    |       |
| 25. April | Gunnar Andersen                 | norwegischer Fußballspieler und Skispringer                                                                     | 78    |       |
| 25. April | Donald Davidson                 | US-amerikanischer Dichter, Essayist und Hochschullehrer                                                         | 74    |       |
| 25. April | Carl Haensel                    | deutscher Jurist und Schriftsteller                                                                             | 78    |       |
| 25. April | Emma von Hoesslin               | deutsche Stifterin und Philanthropin                                                                            | 83    |       |
| 25. April | Harald Kreutzberg               | deutscher Tänzer, Choreograf und Filmschauspieler                                                               | 65    |       |
| 25. April | John Ambrose O’Brien            | kanadischer Industrieller und Sportfunktionär in der NHA                                                        | 82    |       |
| 25. April | Hyazinth Graf Strachwitz        | deutscher General und Panzerkommandeur der Wehrmacht                                                            | 74    |       |
| 25. April | Walter Tewksbury                | US-amerikanischer Leichtathlet und Mediziner                                                                    | 92    |       |
| 26. April | Otto Feger                      | deutscher Archivar und Historiker                                                                               | 62    |       |
| 26. April | Robert Humphrey Forbes          | US-amerikanischer Agrarwissenschaftler                                                                          | 100   |       |
| 26. April | John Heartfield                 | deutscher Maler, Grafiker, Fotomontagekünstler und Bühnenbildner                                                | 76    |       |
| 26. April | Josef Keiblinger                | österreichischer Politiker (ÖVP), Landtagsabgeordneter                                                          | 58    |       |
| 26. April | Félix Kir                       | französischer Kanoniker und Politiker, Mitglied der Nationalversammlung                                         | 92    |       |
| 26. April | Benno Landsberger               | deutscher Assyriologe                                                                                           | 78    |       |
| 26. April | Karl Preisendanz                | deutscher Klassischer Philologe, Papyrologe, Paläograph und Bibliothekar                                        | 84    |       |
| 27. April | Wassili Nikolajewitsch Aschajew | sowjetischer Schriftsteller                                                                                     | 53    |       |
| 27. April | Walter Fränzel                  | deutscher Philologe und Schulgründer                                                                            | 78    |       |
| 27. April | Alexander Gatterburg            | österreichischer Politiker, Landtagsabgeordneter                                                                | 74    |       |
| 27. April | Josef Hennemann                 | deutscher Politiker (CDU), MdL                                                                                  | 60    |       |
| 27. April | Anton Olsen                     | norwegischer Sportschütze                                                                                       | 70    |       |
| 27. April | Johanna Sönnichsen              | deutsche Landschaftsmalerin                                                                                     | 86    |       |
| 28. April | Herman-Walther Frey             | deutscher Verwaltungsjurist, auch als Musikwissenschaftler und Kunsthistoriker tätig                            | 80    |       |
| 28. April | Otto Lehmann                    | deutscher Filmproduktionsleiter                                                                                 | 79    |       |
| 28. April | Mortimer R. Proctor             | US-amerikanischer Politiker und Gouverneur des Bundesstaates Vermont (1945–1947)                                | 78    |       |
| 28. April | Robert F. Rich                  | US-amerikanischer Politiker                                                                                     | 84    |       |
| 28. April | Gisela Wozniczak                | österreichische Kommunalpolitikerin                                                                             | 83    |       |
| 29. April | Janie Allan                     | schottisch-britische Suffragette                                                                                | 100   |       |
| 29. April | Anthony Boucher                 | US-amerikanischer Science-Fiction- und Mystery-Autor                                                            | 56    |       |
| 29. April | Alfons Frings                   | deutscher Kaufmann und Kommunalpolitiker (CDU)                                                                  | 74    |       |
| 29. April | Nikolai Kusmitsch Klykow        | sowjetischer General                                                                                            | 79    |       |
| 29. April | Lin Zhao                        | chinesische Dissidentin (Volksrepublik China)                                                                   | 35    |       |
| 29. April | Theodor Michaltscheff           | bulgarischer Aktivist der Internationale der Kriegsdienstgegner                                                 | 69    |       |
| 29. April | Kurt Nieher                     | deutscher Fußballspieler                                                                                        | 69    |       |
| 29. April | Hans Reisiger                   | deutscher Schriftsteller und Übersetzer                                                                         | 83    |       |
| 29. April | Wojciech Świętosławski          | polnischer Biophysiker                                                                                          | 86    |       |
| 30. April | Nicola Capasso                  | italienischer römisch-katholischer Bischof                                                                      | 81    |       |
| 30. April | Frank C. Kniffin                | US-amerikanischer Politiker                                                                                     | 74    |       |
| 30. April | Hermann Ritter                  | deutscher Offizier                                                                                              | 76    |       |
| 30. April | Benvenuto Terracini             | italienischer Linguist und Romanist                                                                             | 81    |       |
| 30. April | Eugen Thomas                    | deutscher Unternehmer und Politiker, 1945 Oberbürgermeister der Stadt Wuppertal                                 | 72    |       |
| 30. April | Josef Zwick                     | deutscher Kommunalpolitiker                                                                                     |       |       |
| April     | Edward Savage Crocker II        | US-amerikanischer Diplomat                                                                                      | 72    |       |
| April     | Lester Melrose                  | US-amerikanischer Blues-Produzent                                                                               | 76    |       |
| April     | Wilhelm Schmitz-Veltin          | deutscher Museums- und Bibliotheksleiter                                                                        | 60    |       |

## Mai
| Tag     | Name                              | Beruf, bekannt als                                                                                              | Alter | Beleg |
| ------- | --------------------------------- | --- | ----- | ----- |
| 1. Mai  | Jack Adams                        | kanadischer Eishockeyspieler und -trainer                                                                       | 72    |       |
| 1. Mai  | Hans Herbert Blatzheim            | deutscher Gastronom                                                                                             | 62    |       |
| 1. Mai  | Václav Melzer                     | tschechischer Botaniker und Mykologe                                                                            | 89    |       |
| 1. Mai  | Karl Meuli                        | Schweizer Ethnologe und Altphilologe                                                                            | 76    |       |
| 1. Mai  | Harold Nicolson                   | britischer Diplomat, Autor und Politiker, Mitglied des House of Commons                                         | 81    |       |
| 1. Mai  | William Edward Willoughby Petter  | englischer Luftfahrtingenieur                                                                                   | 59    |       |
| 2. Mai  | Francis Frederick                 | US-amerikanischer Ruderer                                                                                       | 61    |       |
| 2. Mai  | Hans Fürst                        | Schweizer Jurist und Politiker (FDP)                                                                            | 65    |       |
| 2. Mai  | Wilhelm Karpenstein               | deutscher Politiker (NSDAP), MdR, Gauleiter                                                                     | 64    |       |
| 3. Mai  | Edmund Aigner                     | österreichischer Gewerkschafter und Politiker (SPÖ), Landtagsabgeordneter, Abgeordneter zum Nationalrat         | 68    |       |
| 3. Mai  | Fred Albin                        | US-amerikanischer Filmtechniker und Effektkünstler                                                              | 64    |       |
| 3. Mai  | Marc Amsler                       | Schweizer Augenarzt                                                                                             | 77    |       |
| 3. Mai  | Ness Edwards                      | britischer Politiker (Labour Party), Mitglied des House of Commons                                              | 71    |       |
| 3. Mai  | Elsie Mary Griffin                | neuseeländische Lehrerin in Botanik, Frauenrechtlerin und nationale Generalsekretärin des Y.W.C.A. in Austra... | 83    |       |
| 3. Mai  | Albert Holfelder                  | österreichisch-deutscher Pädagoge und leitender Beamter des Reichserziehungsministeriums                        | 64    |       |
| 3. Mai  | Robert A. Hurley                  | Geschäftsmann, Politiker und Gouverneur von Connecticut                                                         | 72    |       |
| 3. Mai  | Edgar Irmscher                    | deutscher Botaniker                                                                                             | 80    |       |
| 3. Mai  | Oscar Kreuzer                     | deutscher Tennisspieler                                                                                         | 80    |       |
| 3. Mai  | Leonid Leonidowitsch Sabanejew    | russischer Musikkritiker, Musikschriftsteller und Komponist                                                     | 86    |       |
| 3. Mai  | Friedrich Schirmer                | deutscher Politiker (SPD), MdL                                                                                  | 82    |       |
| 4. Mai  | Ernst Barnikol                    | deutscher evangelischer Theologe auf dem Gebiet der Kirchengeschichte                                           | 76    |       |
| 4. Mai  | Günther Bock                      | deutscher Diplomat                                                                                              | 68    |       |
| 4. Mai  | Roland Krug von Nidda             | deutscher Diplomat                                                                                              | 72    |       |
| 4. Mai  | Michael Schulien                  | deutscher Geistlicher, päpstlicher Apostolischer Visitator für das Saargebiet                                   | 79    |       |
| 4. Mai  | Adalbert Wolpert                  | deutscher Bürgermeister                                                                                         | 70    |       |
| 5. Mai  | Louis Decaroli                    | französischer Autorennfahrer                                                                                    | 69    |       |
| 5. Mai  | Albert Dekker                     | US-amerikanischer Schauspieler und Politiker                                                                    | 62    |       |
| 5. Mai  | William Deng Nhial                | Politiker im Süden des Sudan                                                                                    |       |       |
| 5. Mai  | Paul Metzner                      | deutscher Botaniker                                                                                             | 75    |       |
| 5. Mai  | Walerian Fjodorowitsch Perewersew | sowjetischer Literaturwissenschaftler                                                                           | 85    |       |
| 5. Mai  | Hasso Rüdt von Collenberg         | deutscher Diplomat                                                                                              | 35    |       |
| 6. Mai  | Thomas Alder                      | deutscher Schauspieler                                                                                          | 36    |       |
| 6. Mai  | Will Grohmann                     | deutscher Kunsthistoriker und Kunstkritiker                                                                     | 80    |       |
| 6. Mai  | Sigurd Janssen                    | deutscher Arzt, Pharmakologe und Hochschullehrer                                                                | 77    |       |
| 6. Mai  | Toivo Kivimäki                    | finnischer Politiker, Mitglied des Reichstags und Rechtswissenschaftler                                         | 81    |       |
| 6. Mai  | Hendrik Kloosterman               | niederländischer Mathematiker                                                                                   | 68    |       |
| 6. Mai  | Gerhardus Knuttel Wzn             | niederländischer Konservator, Kunsthistoriker und Museumsdirektor                                               | 79    |       |
| 6. Mai  | Gertrud Lerbs-Bernecker           | deutsche Grafikerin                                                                                             | 66    |       |
| 6. Mai  | Horst Rechenbach                  | deutscher Offizier, zuletzt SS-Oberführer, nationalsozialistischer Politiker, Forscher und Schriftsteller       | 72    |       |
| 7. Mai  | Johannes Banzhaf                  | deutscher Verlagskaufmann                                                                                       | 60    |       |
| 7. Mai  | Luis Brunetto                     | argentinischer Leichtathlet                                                                                     | 66    |       |
| 7. Mai  | René Labouchère                   | französischer Automobilrennfahrer                                                                               | 78    |       |
| 7. Mai  | Johannes Nelles                   | deutscher Chemiker und Direktor der Buna-Werke                                                                  | 57    |       |
| 7. Mai  | Helmuth Schranz                   | deutscher Politiker (DP, GDP), MdB                                                                              | 71    |       |
| 7. Mai  | Mike Spence                       | britischer Automobilrennfahrer                                                                                  | 31    |       |
| 7. Mai  | Lurleen Wallace                   | US-amerikanische Politikerin, erste Ehefrau von George Wallace und Gouverneurin von Alabama                     | 41    |       |
| 7. Mai  | Craig Wood                        | US-amerikanischer Golfspieler                                                                                   | 66    |       |
| 8. Mai  | Hans Brandenburg                  | deutscher Schriftsteller                                                                                        | 82    |       |
| 8. Mai  | John Collier                      | US-amerikanischer Sozialreformer                                                                                | 84    |       |
| 8. Mai  | Amelie Du Vinage                  | deutsche Medizinerin                                                                                            | 90    |       |
| 8. Mai  | George D. Hay                     | US-amerikanischer Radiomoderator und Gründer der populären Radiosendung Grand Ole Opry                          | 72    |       |
| 8. Mai  | Hans Hörner                       | deutscher Dirigent                                                                                              | 65    |       |
| 8. Mai  | Ozawa Saeki                       | japanischer Politiker                                                                                           | 69    |       |
| 8. Mai  | Heinrich Pflüger                  | deutscher Politiker (CSU), MdL Bayern                                                                           | 59    |       |
| 8. Mai  | Tibor Yost                        | ungarischer Drehbuchautor                                                                                       | 72    |       |
| 9. Mai  | Mercedes de Acosta                | US-amerikanische Schriftstellerin und Modedesignerin                                                            | 75    |       |
| 9. Mai  | Finlay Currie                     | schottischer Theater- und Filmschauspieler                                                                      | 90    |       |
| 9. Mai  | Harold Gray                       | US-amerikanischer Comiczeichner                                                                                 | 74    |       |
| 9. Mai  | Albert Lewin                      | US-amerikanischer Regisseur und Produzent                                                                       | 73    |       |
| 9. Mai  | Marion Lorne                      | US-amerikanische Schauspielerin                                                                                 | 84    |       |
| 9. Mai  | Erich Meyer                       | deutscher Politiker (SPD), MdB                                                                                  | 68    |       |
| 9. Mai  | Arthur W. Mitchell                | US-amerikanischer Politiker                                                                                     | 84    |       |
| 9. Mai  | Willy Unverfehrt                  | deutscher Konsular- und Ministerialbeamter                                                                      | 72    |       |
| 10. Mai | Don Archibald                     | kanadischer Fußballspieler                                                                                      | 61    |       |
| 10. Mai | Scotty Beckett                    | US-amerikanischer Filmschauspieler                                                                              | 38    |       |
| 10. Mai | Philippa Bevans                   | britische Schauspielerin                                                                                        | 55    |       |
| 10. Mai | August Gögler                     | deutscher Verwaltungsjurist                                                                                     | 77    |       |
| 10. Mai | Hans-Joachim Rath                 | deutscher Generalmajor der Luftwaffe im Zweiten Weltkrieg                                                       | 73    |       |
| 10. Mai | András Reuss                      | ungarischer Maschinenbauingenieur                                                                               | 67    |       |
| 10. Mai | Morris Sievers                    | australischer Cricketspieler                                                                                    | 56    |       |
| 10. Mai | Wassili Danilowitsch Sokolowski   | sowjetischer Marschall, Oberster Chef der Sowjetischen Militäradministration in Deutschland (1946–1949)         | 70    |       |
| 11. Mai | Wolfgang Balzer                   | deutscher Kunsthistoriker                                                                                       | 83    |       |
| 11. Mai | Lieven Ferdinand de Beaufort      | niederländischer Ichthyologe                                                                                    | 89    |       |
| 11. Mai | Frederick Bellenger               | britischer Politiker und Offizier                                                                               | 73    |       |
| 11. Mai | Johann Rockenschaub               | österreichischer Politiker (CS, ÖVP), Landtagsabgeordneter                                                      | 81    |       |
| 12. Mai | Erich Bockemühl                   | deutscher Lehrer, Dichter und Organist                                                                          | 82    |       |
| 12. Mai | Hermann Kessler                   | deutscher Politiker (FDP), MdL                                                                                  | 75    |       |
| 12. Mai | Zachariah Keodirelang Matthews    | südafrikanischer Anthropologe und Politiker (ANC), botswanischer Diplomat                                       | 66    |       |
| 12. Mai | Franz Roitinger                   | österreichischer Sprachwissenschaftler                                                                          | 61    |       |
| 13. Mai | Heinrich Benckert                 | deutscher Theologe                                                                                              | 60    |       |
| 13. Mai | Robert Burks                      | US-amerikanischer Kameramann                                                                                    | 58    |       |
| 13. Mai | L. Gary Clemente                  | US-amerikanischer Jurist und Politiker                                                                          | 59    |       |
| 13. Mai | Willa L. Fulmer                   | US-amerikanische Politikerin                                                                                    | 84    |       |
| 13. Mai | Gottfried Richter                 | deutscher Maler und Grafiker                                                                                    | 64    |       |
| 13. Mai | Fritz Waage                       | österreichischer Architekt                                                                                      | 69    |       |
| 14. Mai | Helene Haasbauer-Wallrath         | Schweizer Malerin und Gebrauchsgrafikerin                                                                       | 82    |       |
| 14. Mai | Husband E. Kimmel                 | US-amerikanischer Konteradmiral und Oberbefehlshaber der Pazifikflotte zur Zeit des Angriffs auf Pearl Harbor   | 86    |       |
| 14. Mai | Marie Quincke                     | deutsche Pädagogin und Frauenrechtlerin                                                                         | 79    |       |
| 14. Mai | Frank Starkey                     | US-amerikanischer Politiker                                                                                     | 76    |       |
| 15. Mai | Florence Austral                  | australische Sängerin                                                                                           | 76    |       |
| 15. Mai | William George Fearnsides         | britischer Geologe                                                                                              | 88    |       |
| 15. Mai | Karl Flödl                        | österreichischer Schriftsetzer und Politiker (ÖVP), Landtagsabgeordneter                                        | 68    |       |
| 15. Mai | Gunnfríður Jónsdóttir             | isländische Bildhauerin                                                                                         | 78    |       |
| 15. Mai | Alban Haas                        | deutscher katholischer Priester und Prälat                                                                      | 91    |       |
| 15. Mai | Ervin Paul Hexner                 | US-amerikanischer Rechtswissenschaftler                                                                         | 74    |       |
| 15. Mai | Ben Pon senior                    | niederländischer Geschäftsmann                                                                                  | 64    |       |
| 15. Mai | Charles Rollier                   | Schweizer Künstler                                                                                              | 55    |       |
| 15. Mai | Anton Wernet                      | deutscher Jurist und Politiker (BCSV, CDU)                                                                      | 72    |       |
| 16. Mai | Růžena Beinhauerová               | tschechoslowakische Skirennläuferin, Skilangläuferin, Basketballerin und Ruderin                                | 55    |       |
| 16. Mai | Chiang Yung-Ning                  | chinesischer Tischtennisspieler                                                                                 |       |       |
| 16. Mai | Otto Ehrensberger                 | deutscher Landrat, Ministerialbeamter und Richter                                                               | 81    |       |
| 16. Mai | Kurt Fedde                        | deutscher Politiker (SPD)                                                                                       | 64    |       |
| 16. Mai | Anton Franzen                     | deutscher Jurist und Politiker (NSDAP), MdR                                                                     | 72    |       |
| 16. Mai | Karol Kot                         | polnischer Serienmörder                                                                                         | 21    |       |
| 16. Mai | Hertha Kraus                      | deutsch-US-amerikanische Sozialwissenschaftlerin jüdischer Abstammung                                           | 70    |       |
| 16. Mai | Franz Mutzenbecher                | deutscher Maler                                                                                                 | 87    |       |
| 16. Mai | John C. Sanborn                   | US-amerikanischer Politiker                                                                                     | 80    |       |
| 16. Mai | Mimi Thoma                        | deutsche Kabarettistin, Chansonnière und Schauspielerin                                                         | 58    |       |
| 17. Mai | Carroll Clark                     | US-amerikanischer Art Director und Szenenbildner                                                                | 74    |       |
| 17. Mai | Hans Ebeling                      | deutscher Publizist                                                                                             | 70    |       |
| 17. Mai | Franz Erdl                        | österreichischer Fußballspieler                                                                                 | 57    |       |
| 17. Mai | Joachim von Stülpnagel            | deutscher General der Infanterie                                                                                | 88    |       |
| 18. Mai | Tjabel Boonstra                   | niederländischer Radrennfahrer                                                                                  | 68    |       |
| 18. Mai | Hans Gerke                        | deutsch-tschechischer Autor, tschechoslowakischer Diplomat                                                      | 72    |       |
| 18. Mai | Fritz Goos                        | deutscher Physiker und Astronom                                                                                 | 85    |       |
| 18. Mai | Hans Harbeck                      | deutscher Lyriker und Essayist                                                                                  | 80    |       |
| 18. Mai | Cornelius Kutschke                | deutscher Bauingenieur, Stadtbaurat in Königsberg                                                               | 90    |       |
| 18. Mai | Frank Walsh                       | australischer Politiker (Labour Party), Premier von South Australia                                             | 70    |       |
| 19. Mai | Isidor Aschheim                   | deutsch-israelischer Maler und Grafiker                                                                         | 76    |       |
| 19. Mai | Richard Stoop                     | britischer Automobilrennfahrer und Flieger im Zweiten Weltkrieg                                                 | 47    |       |
| 19. Mai | August-Wilhelm Trabandt           | deutscher Offizier, zuletzt SS-Brigadeführer und Generalmajor der Waffen-SS                                     | 76    |       |
| 19. Mai | Yamaguchi Kaoru                   | japanischer Maler                                                                                               | 60    |       |
| 20. Mai | Herbert Buhr                      | deutscher Botaniker                                                                                             | 65    |       |
| 20. Mai | Walter Augustus de Havilland      | britischer Anwalt                                                                                               | 95    |       |
| 20. Mai | Charlotte Hagenbruch              | deutsche Schauspielerin und Drehbuchautorin                                                                     | 72    |       |
| 20. Mai | Arthur Mallwitz                   | erster Sportarzt der Welt                                                                                       | 87    |       |
| 21. Mai | Richard Duesberg                  | deutscher Mediziner und Hochschullehrer                                                                         | 64    |       |
| 21. Mai | Doris Lloyd                       | britische Schauspielerin                                                                                        | 71    |       |
| 21. Mai | Ernst Neubach                     | österreichischer Schriftsteller, Drehbuchautor, Filmregisseur und Filmproduzent                                 | 68    |       |
| 21. Mai | Helmut Rebitzki                   | deutscher Politiker                                                                                             | 71    |       |
| 21. Mai | Vasco Regaleira                   | portugiesischer Architekt in der Zeit des Estado Novo                                                           | 70    |       |
| 21. Mai | Georg Seidl                       | österreichischer Politiker (CSP, ÖVP), Abgeordneter zum Nationalrat                                             | 71    |       |
| 21. Mai | Wilhelm Seipel                    | deutscher Politiker (FDP), MdL                                                                                  | 69    |       |
| 22. Mai | Doris Mable Cochran               | US-amerikanischer Herpetologin                                                                                  | 70    |       |
| 22. Mai | Johan Erik Friborg                | schwedischer Radrennfahrer                                                                                      | 75    |       |
| 22. Mai | Carl August Gottlob Otto          | deutscher Schriftsteller und Redakteur                                                                          | 71    |       |
| 22. Mai | Calvert Magruder                  | US-amerikanischer Jurist und Bundesrichter                                                                      | 74    |       |
| 23. Mai | Josef Bartík                      | tschechischer General und Geheimdienstoffizier, sowie bis Januar 1946 Leiter des Obranné zpravoddajstvi (OBZ)   | 70    |       |
| 23. Mai | Morris Fisher                     | US-amerikanischer Sportschütze                                                                                  | 78    |       |
| 23. Mai | John Henry Hutton                 | britischer Ethnologe                                                                                            | 82    |       |
| 23. Mai | Max Niedermayer                   | deutscher Verleger                                                                                              | 63    |       |
| 23. Mai | André Piganiol                    | französischer Althistoriker, Epigraphiker und Archäologe                                                        | 85    |       |
| 24. Mai | Helen Dahm                        | Schweizer Malerin                                                                                               | 90    |       |
| 24. Mai | Abdulla Qahhor                    | usbekischer sowjetischer Schriftsteller, Dramatiker und Übersetzer                                              | 60    |       |
| 24. Mai | Franco Riccardi                   | italienischer Degenfechter und Olympiasieger                                                                    | 62    |       |
| 24. Mai | Semjon Abramowitsch Rodow         | sowjetischer Dichter und Literaturkritiker                                                                      | 75    |       |
| 24. Mai | Bernard Rogers                    | US-amerikanischer Komponist                                                                                     | 75    |       |
| 24. Mai | Angelus Sturm                     | deutscher Ordensgeistlicher und Historiker                                                                      | 82    |       |
| 24. Mai | Johannes Vinther                  | dänischer Turner                                                                                                | 75    |       |
| 25. Mai | Charles K. Feldman                | US-amerikanischer Filmproduzent und Agent für Schauspieler                                                      | 64    |       |
| 25. Mai | Robert von Heine-Geldern          | österreichischer Ethnologe und Archäologe                                                                       | 82    |       |
| 25. Mai | Otto Klung                        | deutscher Medien-Kaufmann                                                                                       | 75    |       |
| 25. Mai | Georg von Küchler                 | deutscher Offizier und Generalfeldmarschall im Zweiten Weltkrieg                                                | 86    |       |
| 25. Mai | Franzischak Kuschal               | weißrussischer General und Politiker                                                                            | 73    |       |
| 25. Mai | Hans Schellnhuber                 | deutscher Verwalter des Schlosses Ortenburg, Redakteur des Ortenburger Wochenblattes und Heimatforscher         | 80    |       |
| 25. Mai | Otto Walcha                       | deutscher Maler, Schriftsteller und Archivar                                                                    | 66    |       |
| 26. Mai | Little Willie John                | US-amerikanischer R&B-Sänger                                                                                    | 30    |       |
| 26. Mai | Ernst von Koerner                 | deutscher Offizier und Militärhistoriker                                                                        | 88    |       |
| 26. Mai | Joseph MacDonald                  | US-amerikanischer Kameramann                                                                                    | 61    |       |
| 26. Mai | Walter Müri                       | Schweizer Klassischer Philologe                                                                                 | 69    |       |
| 27. Mai | John Gläser                       | deutscher Opernsänger (Tenor), Gesangspädagoge und Theaterfunktionär                                            | 79    |       |
| 27. Mai | Karl Jannack                      | sorbischer Arbeiterführer, Politiker und Domowina-Funktionär                                                    | 77    |       |
| 27. Mai | Denise Legeay                     | französische Stummfilmschauspielerin                                                                            | 70    |       |
| 27. Mai | Louis Satow                       | deutscher Pädagoge, Publizist und Verleger                                                                      | 87    |       |
| 27. Mai | Philip Vian                       | britischer Flottenadmiral                                                                                       | 73    |       |
| 27. Mai | Helmuth Wirminghaus               | Architekt | 76    |       |
| 28. Mai | Charles P. Boyle                  | US-amerikanischer Kameramann                                                                                    | 75    |       |
| 28. Mai | Kees van Dongen                   | französischer Maler                                                                                             | 91    |       |
| 28. Mai | Harry Fischbeck                   | deutschstämmiger Fotograf und Kameramann beim amerikanischen Stumm- und frühen Tonfilm                          | 88    |       |
| 28. Mai | Torsten Grönfors                  | schwedischer Tennisspieler und Segler                                                                           | 79    |       |
| 26. Mai | Josef Gruss                       | böhmisch-tschechischer Tennisspieler, Fechter, Eishockeyspieler, Sportfunktionär und Arzt                       | 83    |       |
| 28. Mai | Bernd Lehmann                     | deutsches Todesopfer an der Berliner Mauer                                                                      | 18    |       |
| 28. Mai | Giuseppe Zodda                    | italienischer Botaniker                                                                                         | 91    |       |
| 29. Mai | Jacques Chardonne                 | französischer Schriftsteller                                                                                    | 84    |       |
| 29. Mai | Alice Cruppi                      | französische Schriftstellerin und Malerin                                                                       | 81    |       |
| 29. Mai | Fritz Gietzelt                    | deutscher Arzt und Radiologe                                                                                    | 64    |       |
| 29. Mai | Adolf Helbok                      | österreichischer Volkskundler und Historiker                                                                    | 85    |       |
| 29. Mai | Matthias Lackas                   | deutscher Buchhändler und Verleger                                                                              | 62    |       |
| 29. Mai | Adolf Löltgen                     | deutscher Kammersänger                                                                                          | 87    |       |
| 29. Mai | Alexander Hare McLintock          | neuseeländischer Historiker, Dozent und Maler                                                                   | 65    |       |
| 29. Mai | Stewart Menzies                   | britischer General                                                                                              | 78    |       |
| 29. Mai | Hermann Sabath                    | deutscher Ministerialbeamter                                                                                    | 79    |       |
| 29. Mai | Arnold Susi                       | estnischer Jurist, Bildungspolitiker und sowjetischer Regimegegner                                              | 72    |       |
| 30. Mai | Moritz von Drebber                | deutscher Offizier, zuletzt Generalmajor im Zweiten Weltkrieg                                                   | 76    |       |
| 30. Mai | Israel Markowitsch Glasman        | sowjetischer Mathematiker                                                                                       | 51    |       |
| 30. Mai | Ludwig von Hessen und bei Rhein   | deutscher Adeliger, Oberhaupt des Hauses Hessen-Darmstadt                                                       | 59    |       |
| 30. Mai | Wilhelm Hochgreve                 | deutscher Schriftsteller und Rezitator                                                                          | 82    |       |
| 30. Mai | Hermann Otto Hoyer                | deutscher Maler                                                                                                 | 75    |       |
| 30. Mai | Josef Kranz                       | tschechischer Architekt                                                                                         | 67    |       |
| 30. Mai | Martin Noth                       | deutscher protestantischer Theologe                                                                             | 65    |       |
| 30. Mai | Achmet Kuanowitsch Schubanow      | kasachisch-sowjetischer Komponist                                                                               | 62    |       |
| 30. Mai | Ludwig Schuster                   | deutscher Violinist, Violist und Hochschullehrer                                                                | 62    |       |
| 30. Mai | Friedrich Walter                  | österreichischer Historiker                                                                                     | 71    |       |
| 31. Mai | Hans-Joachim Böhme                | deutscher SS-Standartenführer und Kommandeur der Sicherheitspolizei                                             | 59    |       |
| 31. Mai | Abel Bonnard                      | französischer Dichter und Romanschriftsteller                                                                   | 84    |       |
| 31. Mai | Giovanni Fusco                    | italienischer Komponist, Pianist, Dirigent und Regisseur                                                        | 61    |       |
| 31. Mai | Bruno Georges                     | deutscher Polizist, Polizeichef und Polizeipräsident in Hamburg (1945 bis 1958)                                 | 75    |       |
| 31. Mai | Jacob Jacobson                    | deutscher Historiker, Archivar und Holocaustüberlebender                                                        | 79    |       |
| 31. Mai | Erik Lindegren                    | schwedischer Lyriker, Übersetzer, Kritiker und Essayist                                                         | 57    |       |
| 31. Mai | Walter Pfrimer                    | österreichischer Heimwehrführer und Politiker (NSDAP), MdR                                                      | 86    |       |
| 31. Mai | Hermann Schmidt                   | deutscher Physiker, Regelungstechniker und Kybernetiker                                                         | 73    |       |
| Mai     | Al Mulock                         | kanadischer Schauspieler, Regisseur und Intendant                                                               | 41    |       |
| Mai     | Dick Ruedebusch                   | US-amerikanischer Jazzmusiker                                                                                   | ≈44   |       |

## Juni
| Tag      | Name                                | Beruf, bekannt als                                                                                       | Alter | Beleg |
| -------- | ----------------------------------- | --- | ----- | ----- |
| 1. Juni  | Witter Bynner                       | US-amerikanischer Dichter                                                                                | 86    |       |
| 1. Juni  | Helen Keller                        | US-amerikanische Schriftstellerin                                                                        | 87    |       |
| 1. Juni  | André Laurendeau                    | kanadischer Schriftsteller, Essayist, Journalist und Politiker                                           | 56    |       |
| 1. Juni  | Martin Luserke                      | deutscher Reformpädagoge, Erzähler und Schriftsteller                                                    | 88    |       |
| 1. Juni  | Ettore Mazzoleni                    | kanadischer Dirigent und Musikpädagoge                                                                   | 62    |       |
| 1. Juni  | Karl Müller                         | deutscher Politiker (SPD), MdL                                                                           | 77    |       |
| 1. Juni  | Heinrich Pardon                     | deutscher Politiker (SPD), MdL                                                                           | 57    |       |
| 1. Juni  | Oskar Wehr                          | deutscher Konteradmiral                                                                                  | 82    |       |
| 2. Juni  | Richard Hellmuth Goldschmidt        | deutscher Psychologe                                                                                     | 84    |       |
| 2. Juni  | Werner Gothein                      | deutscher bildender Künstler                                                                             | 78    |       |
| 2. Juni  | Gustav Greiffenhagen                | deutscher Pastor                                                                                         | 66    |       |
| 2. Juni  | André Mathieu                       | kanadischer Pianist und Komponist                                                                        | 39    |       |
| 2. Juni  | Bonaventura Josef Schweizer         | deutscher römisch-katholischer Priester und Ordensoberer                                                 | 74    |       |
| 2. Juni  | Jouett Shouse                       | US-amerikanischer Politiker                                                                              | 88    |       |
| 2. Juni  | Ferdinand Stuttmann                 | deutscher Kunsthistoriker                                                                                | 70    |       |
| 2. Juni  | Edgardo Toetti                      | italienischer Leichtathlet                                                                               | 57    |       |
| 2. Juni  | Richard Trunk                       | deutscher Komponist                                                                                      | 89    |       |
| 2. Juni  | Richard Norris Williams             | US-amerikanischer Tennisspieler                                                                          | 77    |       |
| 3. Juni  | Ronald Cross                        | britischer Politiker, Mitglied des House of Commons und Gouverneur von Tasmanien                         | 72    |       |
| 3. Juni  | Ernst Hase                          | deutscher Maler                                                                                          | 78    |       |
| 3. Juni  | Erfrid Heinecke                     | deutscher Politiker (SPD), MdA                                                                           | 70    |       |
| 3. Juni  | Ernst Hepp                          | deutscher Jurist und Botaniker                                                                           | 90    |       |
| 3. Juni  | Léopold Survage                     | französischer Maler des Kubismus                                                                         | 89    |       |
| 3. Juni  | Julius Wirl                         | österreichischer Anglist und Rektor der Hochschule für Welthandel                                        | 80    |       |
| 4. Juni  | Paul Alpers                         | deutscher Volkskundler, Pädagoge und Autor                                                               | 80    |       |
| 4. Juni  | Reidar Martiniuson                  | norwegischer Segler                                                                                      | 74    |       |
| 4. Juni  | Lester J. Dickinson                 | US-amerikanischer Politiker (Republikanische Partei)                                                     | 94    |       |
| 4. Juni  | Dorothy Gish                        | US-amerikanische Schauspielerin                                                                          | 70    |       |
| 4. Juni  | Gertrud Glöckner                    | deutsche Politikerin (SPD, SED), MdV, DFD-Funktionärin                                                   | 66    |       |
| 4. Juni  | Alexandre Kojève                    | russischer Philosoph, der wesentlich zur Wiederentdeckung Hegels in Frankreich beitrug                   | 66    |       |
| 4. Juni  | Walter Nash                         | neuseeländischer Politiker                                                                               | 86    |       |
| 5. Juni  | Ellen Gleditsch                     | norwegische Chemikerin                                                                                   | 88    |       |
| 5. Juni  | Sylvia Gosse                        | britische Malerin und Grafikerin des Post-Impressionismus                                                | 87    |       |
| 5. Juni  | Edward Kirby                        | US-amerikanischer Mittel- und Langstreckenläufer                                                         | 66    |       |
| 5. Juni  | Johannes Kuhl                       | deutscher Mediziner                                                                                      | 64    |       |
| 5. Juni  | Tata Nacho                          | mexikanischer Komponist                                                                                  | 74    |       |
| 5. Juni  | Jack Oosterlaak                     | südafrikanischer Sprinter                                                                                | 72    |       |
| 5. Juni  | Bobby Pratt                         | britischer Jazzmusiker                                                                                   | 41    |       |
| 6. Juni  | Enrique Banchs                      | argentinischer Lyriker                                                                                   | 80    |       |
| 6. Juni  | Randolph Frederick Churchill        | britischer Journalist und Politiker, Mitglied des House of Commons                                       | 57    |       |
| 6. Juni  | Theodor Frings                      | Germanist und Sprachwissenschaftler                                                                      | 81    |       |
| 6. Juni  | Franklin Clark Fry                  | US-amerikanischer lutherischer Theologe                                                                  | 67    |       |
| 6. Juni  | Ernst Katzmann                      | deutscher Politiker (NSDAP), MdR                                                                         | 70    |       |
| 6. Juni  | Robert F. Kennedy                   | US-amerikanischer Politiker                                                                              | 42    |       |
| 6. Juni  | Carl Joseph Luther                  | deutscher Skipionier, Sportjournalist und Autor                                                          | 85    |       |
| 6. Juni  | Kâzım Özalp                         | osmanisch-türkischer General, Politiker und Präsident des Parlaments                                     |       |       |
| 6. Juni  | Rudolf Rhomberg                     | österreichischer Schauspieler                                                                            | 48    |       |
| 6. Juni  | George Wettling                     | US-amerikanischer Schlagzeuger in der Jazzmusik                                                          | 60    |       |
| 7. Juni  | Paul Arendt                         | deutscher Chefkonstrukteur und technischer Direktor bei Büssing                                          | 74    |       |
| 7. Juni  | Georg Beck                          | deutscher Kommunalpolitiker                                                                              | 78    |       |
| 7. Juni  | Hank Duncan                         | US-amerikanischer Stride-Pianist                                                                         | 73    |       |
| 7. Juni  | Dan Duryea                          | US-amerikanischer Schauspieler                                                                           | 61    |       |
| 7. Juni  | Gustav Ebert                        | deutscher Politiker (SPD), MdL                                                                           | 81    |       |
| 7. Juni  | Gustav Ehart                        | österreichischer Politiker (SPÖ), Landtagsabgeordneter                                                   | 91    |       |
| 7. Juni  | Franz Edwin Gehrig-Targis           | deutscher Maler, Graphiker und Bildhauer                                                                 | 72    |       |
| 7. Juni  | Pia Kaiser                          | deutsche Politikerin (CDU), MdB                                                                          | 56    |       |
| 7. Juni  | Arthur Philipp Nikisch              | deutscher Rechtswissenschaftler                                                                          | 79    |       |
| 7. Juni  | Max Walter Sieg                     | deutscher Schauspieler und Theaterregisseur                                                              | 64    |       |
| 7. Juni  | Fjodor Wassiljewitsch Tokarew       | russischer Waffenkonstrukteur                                                                            | 96    |       |
| 7. Juni  | Fernand Vast                        | französischer Radrennfahrer                                                                              | 82    |       |
| 07. Juni | Percival Wise                       | britischer Polospieler                                                                                   | 83    |       |
| 8. Juni  | Madurai Mani Iyer                   | indischer Sänger der karnatischen Musik                                                                  | 55    |       |
| 8. Juni  | Mira Mendelson                      | russische Autorin                                                                                        | 53    |       |
| 8. Juni  | Ludovico Scarfiotti                 | italienischer Formel-1-Rennfahrer                                                                        | 34    |       |
| 8. Juni  | Michl Schwarz                       | österreichischer Arzt und Fußballfunktionär                                                              | 89    |       |
| 9. Juni  | Helena Bobińska                     | polnische Schriftstellerin                                                                               | 81    |       |
| 9. Juni  | Chrysostomos II. (Athen)            | griechischer Geistlicher, Erzbischof von Athen und ganz Hellas                                           |       |       |
| 9. Juni  | Anna Müller                         | österreichische Gärtnereibesitzerin                                                                      | 87    |       |
| 9. Juni  | Teo Otto                            | deutscher Bühnenbildner                                                                                  | 64    |       |
| 9. Juni  | Oskar Schulze                       | deutscher Gewerkschafter und Politiker (SPD), MdBB                                                       | 77    |       |
| 10. Juni | Lamine Guèye                        | senegalesisch-französischer Politiker                                                                    | 76    |       |
| 10. Juni | Josef Hausner                       | deutscher Jurist                                                                                         | 65    |       |
| 10. Juni | Marshall G. S. Hodgson              | US-amerikanischer Historiker und Islamwissenschaftler                                                    | 46    |       |
| 10. Juni | Antonio Pesenti                     | italienischer Radrennfahrer                                                                              | 60    |       |
| 10. Juni | August Witte                        | deutscher Politiker (DP), MdL                                                                            | 78    |       |
| 11. Juni | George Boemler                      | US-amerikanischer Filmeditor                                                                             | 66    |       |
| 11. Juni | Otto Heinrich Greve                 | deutscher Politiker (DDP, FDP, SPD), MdL, MdB                                                            | 60    |       |
| 11. Juni | Ulrich Liß                          | deutscher Offizier                                                                                       | 70    |       |
| 11. Juni | Rirette Maîtrejean                  | französische Anarchistin und Feministin                                                                  | 80    |       |
| 11. Juni | Franz Messner                       | österreichischer Schauspieler und Regisseur                                                              | 41    |       |
| 11. Juni | Justin Abraham Najmy                | syrischer Erzbischof                                                                                     | 70    |       |
| 11. Juni | Ivan Ribar                          | jugoslawischer Politiker                                                                                 | 87    |       |
| 12. Juni | Fidelio F. Finke                    | deutscher Komponist                                                                                      | 76    |       |
| 12. Juni | Wilhelm Meisl                       | österreichischer Sportler und Sportjournalist                                                            | 72    |       |
| 12. Juni | Herbert Read                        | britischer Kunsthistoriker                                                                               | 74    |       |
| 13. Juni | Frank A. Barker                     | US-amerikanischer Militär, Lieutenant Colonel der US Army                                                | 40    |       |
| 13. Juni | Theodor Bogler                      | deutscher Keramiker und Benediktiner-Pater                                                               | 71    |       |
| 13. Juni | Otto Daiker                         | deutscher Motorradrennfahrer und Deutscher Meister                                                       | 56    |       |
| 13. Juni | Robert Leistenschneider             | deutscher Filmproduktionsleiter                                                                          | 74    |       |
| 13. Juni | Kurt Martin                         | deutscher Schriftsteller                                                                                 | 76    |       |
| 13. Juni | Emily Siedeberg                     | neuseeländische Ärztin, Anästhesistin, Superintendentin und erste Ärztin in Neuseeland                   | 95    |       |
| 14. Juni | Al Alleborn                         | US-amerikanischer Regieassistent                                                                         | 76    |       |
| 14. Juni | Karl-Birger Blomdahl                | schwedischer Komponist und Dirigent                                                                      | 51    |       |
| 14. Juni | Jürgen Fehling                      | deutscher Theaterregisseur und Schauspieler                                                              | 83    |       |
| 14. Juni | Traute Flamme                       | deutsche Soubrette und Schauspielerin                                                                    | 69    |       |
| 14. Juni | Leo Guarrasi                        | italienischer Filmschaffender                                                                            | 34    |       |
| 14. Juni | Carl Kessler                        | deutscher Landschaftsmaler                                                                               | 91    |       |
| 14. Juni | Salvatore Quasimodo                 | italienischer Lyriker und Kritiker; Nobelpreisträger                                                     | 66    |       |
| 14. Juni | Hans Spiertz                        | deutscher Architekt                                                                                      | 44    |       |
| 14. Juni | Ernest Stoneman                     | US-amerikanischer Countrymusiker                                                                         | 75    |       |
| 15. Juni | Sam Crawford                        | US-amerikanischer Baseballspieler                                                                        | 88    |       |
| 15. Juni | Franz-Valentin Hemmerle             | deutscher Maler, Kirchenmaler, Glasmaler und Graphiker                                                   | 71    |       |
| 15. Juni | Walther Jaroschek                   | deutscher Politiker (NSDAP), MdR                                                                         | 65    |       |
| 15. Juni | Wes Montgomery                      | US-amerikanischer Jazz-Gitarrist                                                                         | 45    |       |
| 15. Juni | Wilhelm Müller                      | deutscher Physiker, Mathematiker, Philosoph und Hochschullehrer                                          | 87    |       |
| 15. Juni | Leo Nielsen                         | dänischer Radrennfahrer                                                                                  | 59    |       |
| 16. Juni | James Edward Collin                 | britischer Entomologe, spezialisiert auf Zweiflügler (Diptera)                                           | 92    |       |
| 16. Juni | Erich Hochstetter                   | deutscher Philosoph                                                                                      | 79    |       |
| 16. Juni | Kim Soo-young                       | koreanischer Lyriker und Übersetzer                                                                      | 46    |       |
| 16. Juni | Wilhelm Liwanec                     | österreichischer Politiker (SPÖ), Landtagsabgeordneter, Abgeordneter zum Nationalrat                     | 53    |       |
| 16. Juni | Heinrich Mertens                    | deutscher Publizist, Herausgeber und Bürgermeister von Halle und Jena                                    | 62    |       |
| 17. Juni | A. M. Cassandre                     | französischer Grafikdesigner, Typograf, Maler, Bühnenbildner und Lehrer                                  | 67    |       |
| 17. Juni | Andrew Cohen                        | britischer Untersekretär und der Gouverneur der britischen Kolonie Uganda in den 1950er-Jahren           | 58    |       |
| 17. Juni | Raymond Druart                      | französischer Filmarchitekt                                                                              | 67    |       |
| 17. Juni | Alexei Jelissejewitsch Krutschonych | russischer Dichter des Silbernen Zeitalters und Vertreter des Futurismus                                 | 82    |       |
| 17. Juni | José Nasazzi                        | uruguayischer Fußballspieler                                                                             | 67    |       |
| 17. Juni | Mily Possoz                         | portugiesische Malerin, Illustratorin, Bühnen- und Kostümbildnerin                                       | 79    |       |
| 17. Juni | Maurice Renaud                      | französischer Radrennfahrer                                                                              | 59    |       |
| 18. Juni | Sigurd Akre-Aas                     | norwegischer Fechter                                                                                     | 71    |       |
| 18. Juni | Nikolaus von Falkenhorst            | deutscher Offizier und Generaloberst im Zweiten Weltkrieg; Wehrmachtbefehlshaber in Norwegen (1942–1944) | 83    |       |
| 18. Juni | Nína Tryggvadóttir                  | isländische Malerin, Bildhauerin, Mosaikkünstlerin                                                       | 55    |       |
| 18. Juni | Margarete Schiller                  | deutsche Schriftstellerin                                                                                | 80    |       |
| 18. Juni | Bonaventura Tecchi                  | italienischer Autor, Germanist und Hochschullehrer                                                       | 72    |       |
| 19. Juni | Paul Bourfeind                      | deutscher Autor                                                                                          | 81    |       |
| 19. Juni | Vinzenz Fuchs                       | deutscher Theologe, Dompropst und Senator (Bayern)                                                       | 80    |       |
| 19. Juni | Richard Herber                      | deutscher Parteifunktionär (SED)                                                                         | 56    |       |
| 19. Juni | Willi Koch                          | deutscher Zeitungsverleger und Politiker (CDU), MdL                                                      | 64    |       |
| 19. Juni | Georg Leyh                          | deutscher Bibliothekar                                                                                   | 91    |       |
| 19. Juni | Herbert Utner                       | österreichischer und tschechoslowakischer Baumeister                                                     | 80    |       |
| 19. Juni | Gertrud Zuelzer                     | deutsche Malerin                                                                                         | 94    |       |
| 20. Juni | Marie de Croÿ                       | belgische Adlige und Widerstandskämpferin                                                                | 92    |       |
| 20. Juni | Jupp Elze                           | deutscher Boxer                                                                                          | 28    |       |
| 20. Juni | Paul Heidemann                      | deutscher Schauspieler, Filmregisseur und Filmproduzent                                                  | 83    |       |
| 20. Juni | Rong Guotuan                        | chinesischer Tischtennisspieler                                                                          | 30    |       |
| 20. Juni | Zdeněk Štěpánek                     | tschechischer Künstler                                                                                   | 71    |       |
| 20. Juni | James Joseph Sweeney                | US-amerikanischer Geistlicher, Bischof von Honolulu                                                      | 55    |       |
| 20. Juni | Leonhard Weber                      | Schweizer Kristallograph und Mineraloge                                                                  | 85    |       |
| 20. Juni | Heinz Zimmermann                    | österreichischer Politiker und Friseurmeister, Landtagsabgeordneter zum Vorarlberger Landtag             | 85    |       |
| 21. Juni | William Earl Johns                  | englischer Pilot und Schriftsteller                                                                      | 75    |       |
| 21. Juni | Alfons Lhotsky                      | österreichischer Historiker                                                                              | 65    |       |
| 21. Juni | Decio Trovati                       | italienischer Eishockeyspieler                                                                           | 61    |       |
| 21. Juni | Max Urich                           | deutscher Politiker (SPD), MdA                                                                           | 78    |       |
| 21. Juni | Hans Werner                         | deutscher Fabrikant                                                                                      | 89    |       |
| 22. Juni | John Beckman                        | US-amerikanischer Basketballspieler                                                                      | 72    |       |
| 22. Juni | Ágost Benárd                        | ungarischer Arzt, Politiker und Minister für Volkswohlfahrt und Arbeitswesen                             | 88    |       |
| 22. Juni | Friedrich August Henglein           | deutscher Chemiker                                                                                       | 75    |       |
| 22. Juni | Robert Franklin Jones               | US-amerikanischer Politiker                                                                              | 60    |       |
| 22. Juni | Friedrich von Lorentz               | deutscher Klassischer Archäologe                                                                         | 65    |       |
| 22. Juni | Johannes Schwartzkopff              | deutscher evangelischer Geistlicher und Förderer des Werkes von Ernst Barlach                            | 78    |       |
| 23. Juni | Andreas von Aulock                  | deutscher Offizier, zuletzt Oberst im Zweiten Weltkrieg                                                  | 75    |       |
| 23. Juni | Viktor Fadrus                       | österreichischer Pädagoge und Schulreformer                                                              | 83    |       |
| 23. Juni | Norris E. Dodd                      | US-amerikanischer Beamter, Generaldirektor der FAO                                                       | 88    |       |
| 23. Juni | Josef Halumbirek                    | österreichischer Schachkomponist                                                                         | 77    |       |
| 23. Juni | Hubert von Hößlin                   | deutscher Generalmajor, Archivar, Militärautor                                                           | 86    |       |
| 23. Juni | Hermine Maier-Heuser                | deutsche Schriftstellerin                                                                                | 85    |       |
| 23. Juni | Jakob Neber                         | deutscher Politiker (CDU), MdB                                                                           | 77    |       |
| 23. Juni | Else Seifert                        | deutsche Architekturfotografin                                                                           | 88    |       |
| 24. Juni | Tony Hancock                        | britischer Komiker                                                                                       | 44    |       |
| 24. Juni | Angelo Jelmini                      | Schweizer römisch-katholischer Geistlicher, Apostolischer Administrator von Lugano                       | 74    |       |
| 24. Juni | Eric Louw                           | südafrikanischer Politiker und Diplomat                                                                  | 77    |       |
| 24. Juni | Willard Robison                     | US-amerikanischer Musiker und Komponist                                                                  | 73    |       |
| 24. Juni | Mariano Román                       | chilenischer Fußballspieler                                                                              | 46    |       |
| 25. Juni | Gordon L. McDonough                 | US-amerikanischer Politiker                                                                              | 73    |       |
| 25. Juni | Rolf von Nauckhoff                  | schwedischer Schauspieler                                                                                | 59    |       |
| 26. Juni | Xaver Adlhoch                       | deutscher Offizier, Generalmajor der Wehrmacht im Zweiten Weltkrieg                                      | 75    |       |
| 26. Juni | Richard Blasius                     | deutscher Schriftsteller                                                                                 | 83    |       |
| 26. Juni | Herbert Brust                       | deutscher Komponist des Ostpreußenliedes Land der dunklen Wälder                                         | 68    |       |
| 26. Juni | Johannes Dieker                     | deutscher Politiker der CDU                                                                              | 87    |       |
| 26. Juni | Ziggy Elman                         | US-amerikanischer Jazztrompeter                                                                          | 54    |       |
| 26. Juni | Raimund Kuchar                      | österreichischer Schauspieler, Regisseur und Theaterleiter                                               | 58    |       |
| 26. Juni | Alexander Michels                   | deutscher Marineoffizier, zuletzt Vizeadmiral im Zweiten Weltkrieg                                       | 77    |       |
| 26. Juni | Erich Walter Stadler                | deutscher Bildhauer                                                                                      | 40    |       |
| 27. Juni | Arthur von Fumetti                  | deutscher Jurist und Politiker (VRP), MdL, Minister                                                      | 78    |       |
| 27. Juni | Léon Poirier                        | französischer Filmregisseur und Drehbuchautor                                                            | 83    |       |
| 27. Juni | Otto Seewald                        | österreichischer Prähistoriker                                                                           | 70    |       |
| 27. Juni | Heinrich Seilkopf                   | deutscher Meteorologe und Hochschullehrer                                                                | 72    |       |
| 27. Juni | Marguerite Zorach                   | US-amerikanische Malerin, Textilkünstlerin und Grafikdesignerin                                          | 80    |       |
| 28. Juni | Oskar Drees                         | deutscher Pädagoge, Politiker und Sportfunktionär                                                        | 79    |       |
| 28. Juni | Paddy Driscoll                      | US-amerikanischer American-Football-Spieler, -Trainer und Baseballspieler                                | 73    |       |
| 28. Juni | Unto Mononen                        | finnischer Komponist                                                                                     | 37    |       |
| 28. Juni | Herbert A. Tulatz                   | deutscher Gewerkschafter und Politiker (SPD)                                                             | 54    |       |
| 28. Juni | Guillaume Widmer                    | französischer Politiker                                                                                  | 61    |       |
| 28. Juni | Olle Zetterstrom                    | US-amerikanischer Skilangläufer                                                                          | 67    |       |
| 29. Juni | Anselm Knuuttila                    | finnischer Skilangläufer                                                                                 | 65    |       |
| 29. Juni | Julius Lichtenfels                  | deutscher Fechter                                                                                        | 84    |       |
| 29. Juni | Felix Lommel                        | deutscher Arzt und Universitätsprofessor                                                                 | 92    |       |
| 30. Juni | Rudolf Amend                        | deutscher Politiker (CDU), MdL                                                                           | 76    |       |
| 30. Juni | Karl-Heinz Becker                   | deutscher evangelischer Pfarrer                                                                          | 67    |       |
| 30. Juni | Paul Gehlhaar                       | deutscher Fußballspieler                                                                                 | 62    |       |
| 30. Juni | Alexander Georgijewitsch Iwtschenko | sowjetischer Flugmotorenkonstrukteur                                                                     | 64    |       |
| 30. Juni | Alwin Kuhn                          | deutscher Romanist und Sprachwissenschaftler                                                             | 66    |       |
| 30. Juni | Jules Rossi                         | italienischer Radrennfahrer                                                                              | 53    |       |
| 30. Juni | Alexander von Senger                | Architekt und Architekturtheoretiker in der Schweiz und dem Deutschland des Nationalsozialismus          | 88    |       |
| Juni     | Willi Scharnhop                     | deutscher Landwirt und Politiker (DP, CDU)                                                               | 63    |       |